# Anávra (Phthiotide)
Pour l’article homonyme, voir Anávra (Magnésie).
Anávra, en grec moderne : Ανάβρα, est un village du dème de Kaména Voúrla, dans le district régional de Phthiotide, en Grèce-Centrale.
Selon le recensement de 2011, la population du village s'élève à 118 habitants.